# Chrysohypnum hispidulum
Chrysohypnum hispidulum là một loài rêu trong họ Amblystegiaceae. Loài này được Brid. G. Roth mô tả khoa học đầu tiên năm 1899.